# Міжнародна федерація фотомистецтва
Міжнародна федерація фотомистецтва (МФФ) (фр. Fédération Internationale de l'Art Photographique, (FIAP), англ. The International Federation of Photographic Art) — міжнародна організація, яка працює на основі взаємодії зі своїми операційними членами, національними асоціаціями фотографів. МФФ налічує у своєму складі більше ніж 85 національних асоціацій на 5 континентах та представляє приблизно мільйон незалежних фотографів з усіх куточків землі. Метою федерації є розвиток та пропаганда фотографічних знань у світі на художньому, освітньому та науковому рівні, розвитку на основі фотографії добросусідських зв'язків та дружніх відносин між членами федерацій, зміцнення довіри між людьми в ім'я миру на Землі.

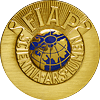
Золота медаль Міжнародної федерації фотомистецтва

Усілякі питання політичного, ідеологічного, расового або релігійного характеру виключені з діяльності FIAP. З 2004 року, фото-клуби, регіональні фотоораганізації та спілки фотографів також можуть вступити до федерації за певних умов.
МФФ була заснована бельгійцем DR. M. Van de Wijer який встановлював та налагоджував зв'язки між різними національними асоціаціями фотографів по всьому світу, ще з 1946. Перший з'їзд, офіційний акт заснування МФФ, відбувся в Берні (Швейцарія) в липні 1950 року, з участю делегатів з десяти країн світу.
Офіційні мови FIAP французька та англійська. Всі офіційні тексти також перекладаються на німецьку та іспанську.
Національна спілка фотохудожників України (НСФХУ) є членом FIAP. Національні асоціації в МФФ незалежні. Федерація заснована на принципах поваги до національного статусу та правил асоціації. Будь-яка фотографічна діяльність, яку FIAP хоче пропагувати в тій або іншій країні, не може здійснюватися без схвалення національних асоціації. У FIAP також можуть входити члени на індивідуальній основі: особи чи організації з країн, де немає національних федерацій або членських товариств.